# Liste des phares du Delaware

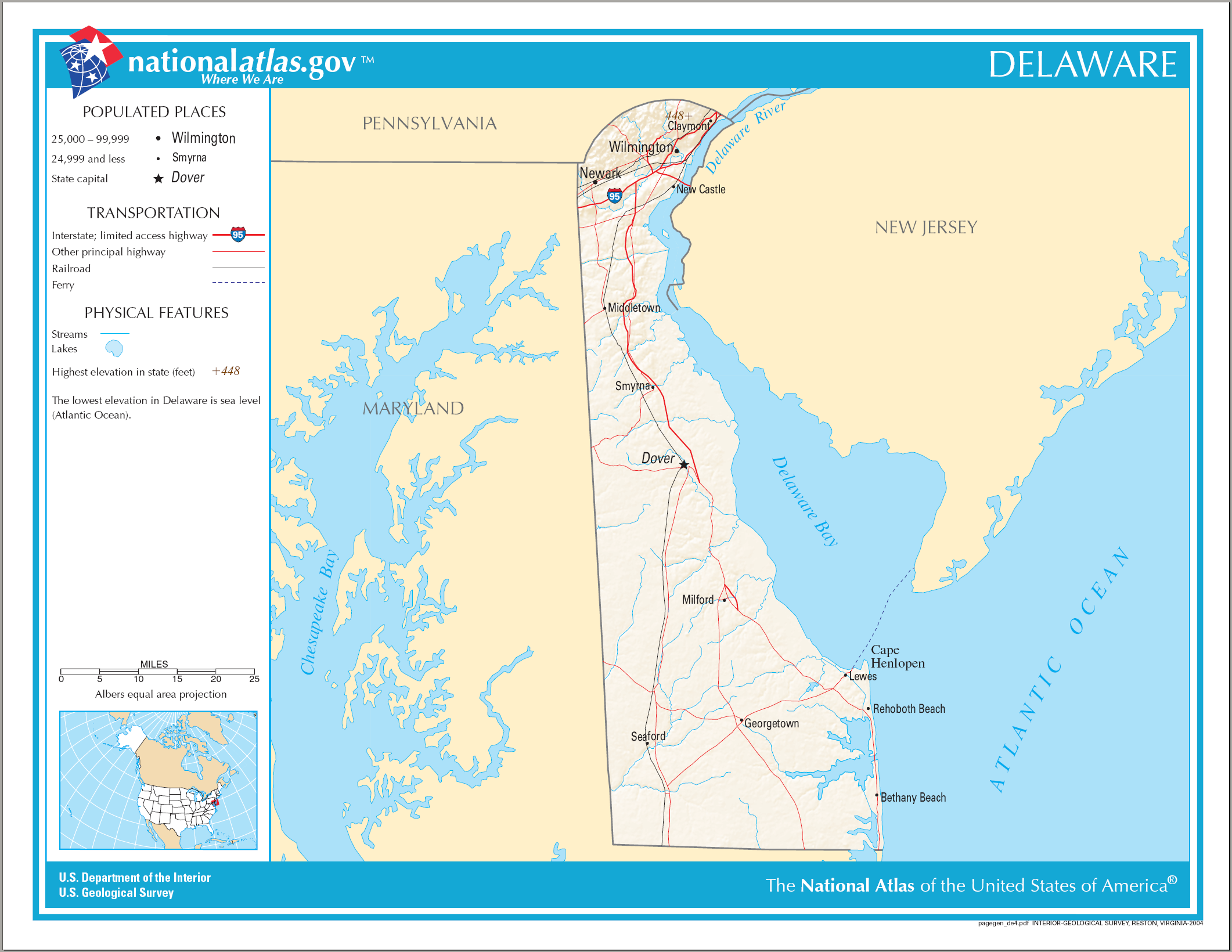
Carte du Delaware

La liste des phares du Delaware dresse la liste des phares de l'État américain du Delaware répertoriés par la United States Coast Guard. 
Les aides à la navigation au delaware sont gérées par le cinquième district de l' United States Coast Guard , mais la propriété (et parfois l’exploitation) de phares historiques a été transférée aux autorités et aux organisations de préservation locales.
Leur préservation est assurée par le National Park Service ou par des propriétaires privés et sont répertoriés au Registre national des lieux historiques (*).

## Delaware City

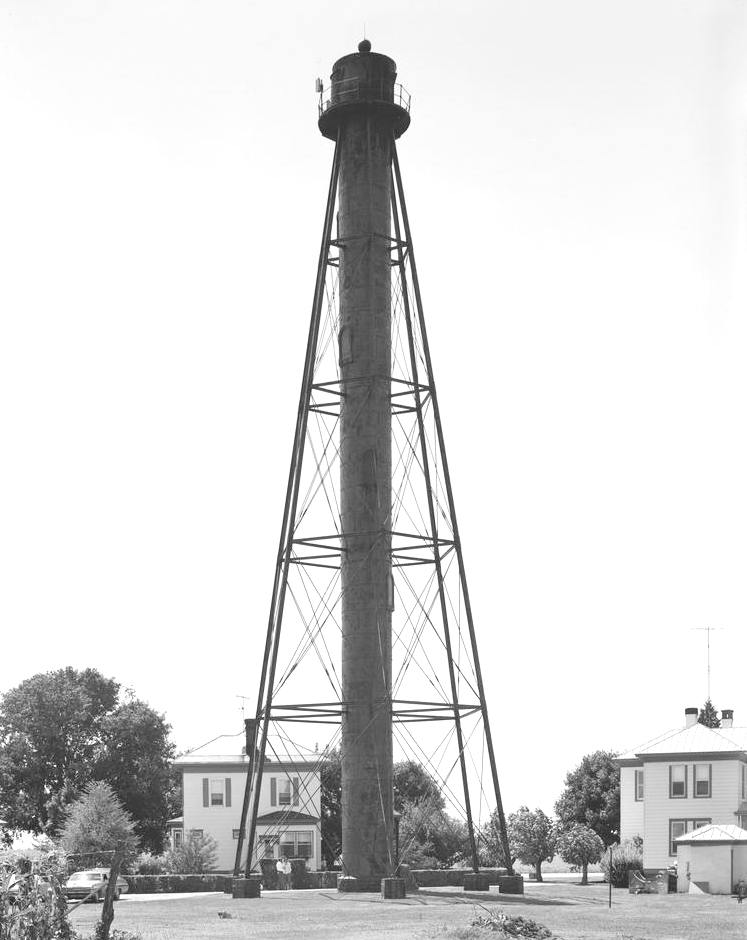
Liston Range Rear

- Phare arrière de Baker Shoal
- Phare avant de Baker Shoal
- Phare arrière de Liston *
- Phare avant de Liston *
- Phare arrière de Reedy Island *

## Comté de New Castle
- Phare arrière de Cherry Island
- Phare avant de Cherry Island
- Phare arrière de Marcus Hook *
- Phare avant de Marcus Hook
- Christiana Light (en) (Démoli)
- Phare de Christiana North Jetty (Démoli)
- Phare arrière de Bellevue *
- Phare arrière de Deepwater Point
- Phare avant de Deepwater Point
- Phare arrière de New Castle
- Phare avant de New Castle

## Comté de Kent
- Phare de Mahon River *
- Phare de Fourteen Foot Bank *

## Comté de Sussex
- Phare de Mispillion * (Inactif)

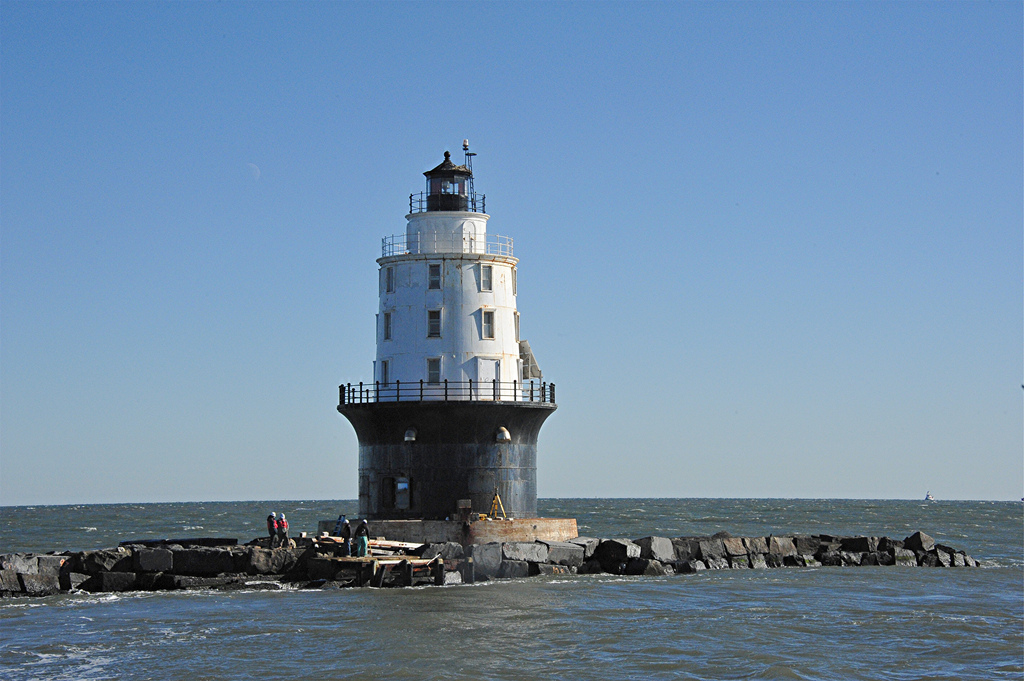
Harbor of Refuge

- Phare est de Delaware Breakwater (Inactif)
- Phare arrière de Delaware Breakwater (Déplacé)
- Phare avant de Delaware Breakwater
- Phare de Harbor of Refuge
- Phare du cap Henlopen (Détruit)
- Phare de Fenwick Island *